# Franz Wohlfahrt
Franz Wohlfahrt, född 1 juli 1964 i Sankt Veit an der Glan, Österrike, är en österrikisk före detta fotbollsspelare.

## Klubbkarriär
Franz Wohlfahrt började sin karriär i SV St. Veit, innan han som 17-åring skrev på för storklubben Austria Wien. I Austria Wien spenderade han totalt 17 år och vann ligan sex gånger och den inhemska cupen 4 gånger.
1996 gick Wohlfahrt till VfB Stuttgart där han blev förstavalet och blev en viktig spelare när Stuttgart gick till final i Cupvinnarcupen 1997/1998, där Stuttgart förlorade mot Chelsea med 1-0. 2000 återvände Wohlfahrt till Austria Wien, där han avslutade karriären 2002.
I juli 2006 påbörjade Franz Wohlfahrt sin tränarkarriär och har sedan dess varit målvaktstränare för bland annat Admira Wacker Mödling och Österrike U21. 2008 blev han huvudtränare i ASV Baden.

## Internationell karriär
1983 blev Wohlfahrt uttagen i Österrikes U20-lag som skulle spela U20 VM. I A-landslaget gjorde han sin debut 1987 i en träningsmatch mot Schweiz. Wohlfahrt var uttagen till VM 1998, där han fick agera som reservmålvakt bakom Michael Konsel.
Totalt gjorde Wohlfahrt 60 landskamper, den sista i VM kvalmatchen Turkiet i november 2001, en match som Österrike förlorade med 5-0.

## Meriter
Austria Wien
- Österrikiska Bundesliga: 1984, 1985, 1986, 1991, 1992, 1993
- Österrikiska cupen: 1986, 1990, 1992, 1994

VfB Stuttgart
- Tyska cupen: 1997